# Живанши ле Нобл
Живанши ле Нобл (фр. Givenchy-le-Noble) насеље је и општина у североисточној Француској у региону Север-Па д Кале, у департману Па де Кале која припада префектури Арас.
По подацима из 2011. године у општини је живело 143 становника, а густина насељености је износила 56,75 становника/km². Општина се простире на површини од 2,52 km². Налази се на средњој надморској висини од 125 метара (максималној 147 m, а минималној 120 m).

## Демографија
| 1962. | 1968. | 1975. | 1982. | 1990. | 1999. | 2011. |
| ----- | ----- | ----- | ----- | ----- | ----- | ----- |
| 138   | 144   | 134   | 160   | 158   | 146   | 143   |

График промене броја становника у току последњих година